# Wikizprávy

Logo Wikizpráv

Wikizprávy (anglicky Wikinews) jsou projektem otevřeného zpravodajského serveru na bázi wiki, který provozuje nadace Wikimedia. Wikizprávy umožňují komukoli přispívat zprávami z různých oblastí a jejich cílem, uvedeným na hlavní straně, je „vytvořit různorodé prostředí, kde místní novináři mohou nezávisle referovat o rozmanitých aktualitách“.

## Historie
Myšlenka číst a psát online zprávy (kolaborativní zpravodajství) na wiki vznikla v listopadu 2004. V prosinci tento projekt přešel z předváděcí fáze do beta verze. Současně s původní anglickou verzí byla spuštěna i německá. Později postupně vznikaly verze v dalších jazycích, na začátku listopadu 2005 jich existovalo patnáct.
Prvního tisíce článků dosáhly Wikizprávy 13. března 2005.
Česká jazyková mutace byla připravována od prosince 2007 na Inkubátoru a od 26. května 2008 běží na vlastní doméně.

## Rozsah projektu
| Pořadí | Verze       | Počet článků |
| ------ | ----------- | ------------ |
| 1      | ruská       | 1 495 798    |
| 2      | srbská      | 53 042       |
| 3      | portugalská | 30 471       |
| 4      | francouzská | 23 694       |
| 5      | anglická    | 21 941       |
| 6      | polská      | 17 774       |
| 7      | čínská      | 17 027       |
| 8      | německá     | 13 846       |
| 9      | španělská   | 12 091       |
| 10     | italská     | 11 844       |

V lednu 2024 projekt existoval ve 30 jazycích. Obsahoval přes 1 747 000 článků a pracovalo v něm 126 správců. Zaregistrováno bylo přes 3 318 000 uživatelů, z nichž bylo asi 580 aktivních (přispívajících v posledních 30 dnech). Podle počtu článků byla největší ruská jazyková verze, která obsahovala přes 1 495 000 článků (85,6 % z celkového rozsahu projektu). Další rozsáhlé verze byly srbská (3 %), portugalská (1,7 %), francouzská (1,4 %), anglická (1,3 %) nebo polská (1 %). 97,1 % všech článků bylo napsáno v deseti největších verzích.
Česká verze byla 12. v pořadí a obsahovala přes 8 300 článků, tedy 0,5 % z celkového množství. Registrováno v ní bylo přes 6 600 uživatelů, z nichž 15 bylo aktivních. Pracovali zde 2 správci. V roce 2019 bylo zobrazeno přes 410 000 dotazů. Denní průměr byl 1 126 a měsíční 34 242 dotazů. Nejvíce dotazů bylo zobrazeno v srpnu (58 291), nejméně v prosinci (15 571). Nejvíce dotazů za den přišlo v úterý 1. ledna (9 493), nejméně v sobotu 9. listopadu (304).